# Cikánské karty
Cikánské karty patří do skupiny obrázkových, věšteckých, vykládacích karet. 

## Zpracování cikánských karet
Cikánské vykládací karty se vyskytují se ve velkém množství a hlavně v mnoha variantách. Dnes se od původní hry liší, a to nejen symboly a obrázky na kartách, ale i svou podstatou. Existuje mnoho druhů cikánských karet, ale ani sady se stejným počtem karet nejsou stejné. Každá vykládací sada cikánských karet obsahuje různé počty karetních listů, některé karty mají několik různých názvů (viz níže). V průběhu času bylo 24, 32, 36 a dokonce i 52 listů.
Každá sada karet je jinak výtvarně zpracovaná, liší se grafické zpracování jednotlivých symbolů i názvy karetních listů, někdy téměř nepatrně, jindy docela výrazně. Někteří zkušení kartáři či kartářky, si vytvářejí ve spojení s výtvarníkem zcela nové vykládací sady, včetně nových symbolů, tak, aby jim to pro výklad karet co nejlépe vyhovovalo (u nás např. Iva Hüttnerová nebo Růžena Vernerová). 

## Historie cikánských karet
První zmínky o cikánských kartách se objevily již zhruba ve 13. století, ale samotné karty jsou mnohem starší, zrovna tak, jako jejich používání.
Lidé znali různé druhy věštění již od doby kamenné. Četli svou budoucnost z vnitřností různých zvířat, ze zvláštně tvarovaných kamenů, ze dřeva posvátných stromů, z rostlin i z ohně. Postupně již tyto druhy věštění lidem nestačily a naučili se nahlížet do křišťálové koule, četli budoucnost z ruky a začali používat čarovné obrázky – vykládací karty.
Časem se věštění začalo měnit z pouhé zábavy na umění. Z Egypta, který již ovládal písmo, se do světa dostala královská hra zvaná tarot. Tato hra se postupem času neustále měnila. Staré obrazy sice zůstaly, ale pozměněné židovskými a křesťanskými symboly. 
Do Evropy se karty dostaly s křižáky, ale dokud nebyl vynalezen knihtisk, zůstaly výhradním majetkem jen několika málo vyvolených, kteří z nich uměli číst a používat je k věštění. 
Královské karty putovaly po světě také s kočovným národem cikánů, kteří k nim zřejmě přišli na svých cestách na východě. Cikáni jak známo mají velký smysl pro spiritualitu a s intuicí sobě vlastní začali rychle využívat možností této hry. Ke kočovným cikánům za nedlouho patřilo čtení z ruky, výklad karet i věštění tak přirozeně, jako by se s tímto darem již narodili. Cikáni časem královskou hru předělali, zmenšili počet karet inspirováni počtem karet Velké arkány v tarotu a k běžným 22 životním symbolům přidali dvě „boží“ karty: Boží oko a Kněze. Prosadili si svá vlastní pravidla věštění a druhy výkladů. Karty byly z počátku malovány ručně a cikáni je chránili jako oko v hlavě.
V roce 1661 vyšla kniha „Cikánské karty čili hra chiromantická“ od Johanna Pretoria. Poprvé se tak objevila kniha, která lidi informovala o vykládání karet a věšteckém umění starých cikánů a poukazovala na jejich věštecké schopnosti. I přes to však uplynula celá dvě století, než si věštění z cikánských karet osvojili i obyčejní lidé. 

### Marie-Anne Lenormandová
Karetní výklady proslavila v 18. století Francouzka Marie-Anne Lenormandová (1772–1843). Tato nadaná žena, radila podle svých karet nejen císařům a králům, ale i obyčejným lidem. Dokázala z věštění udělat mimořádnou událost. Mimo výkladů karet používala také astrologii. Spolu se svým přítelem, který prováděl astrologické rozbory, založili v Paříži věštecký salón. Když Le Normandová v roce 1843 zemřela, zanechala po sobě rukopisy obsahující významy všech karet, jejich vzájemné ovlivnění a návrhy výkladů. Její karty, které nesly název Karty paní Lenormandové, zaplavily trh. Několik desetiletí poté, v roce 1898, vydala její praneteř Camille Lenormandová knihu s názvem Wehmanův výklad z karet. Prohlašovala, že tento návod na karetní výklady jí odkázala její prateta. V roce 1940 Whitmanovo nakladatelství vydalo Staré cikánské výkladové karty, které měly 36 listů. Tyto karty byly zjednodušené, ale vyznačovaly se velice podobnými obrázky jako karty M.-A. Lenormandové.

### Vývoj cikánských karet
Věštecké karty se dále upravovaly a měnily. Vykládalo se podle složitého systému, který se lišil podle toho, zda byl výklad pro ženy či pro muže. V těchto výkladech se již objevily karty s názvy lidských pocitů, jako je např. zamilovanost, lítost, faleš, věrnost apod. Tyto vykládací karty byly velice oblíbeny ve šlechtických kruzích. Bohatí lidé je považovali za něco více než obyčejné lidové karetní hry. Pro bohaté dámy z vyšších kruhů vznikly nové karetní sady v barokním slohu. Tyto sady měly stále 56 listů, mimo jiné se zde objevily karty s názvy podvod, církev, kněz a láska. 
Vykládací cikánské karty zažívaly postupně další přeměny, a začaly se blížit vzorům, které známe nyní. Vznikly karty, které byly lidem bližší. Popisovaly totiž jejich život, touhy a naděje, ale i lidskou povahu jako např. zlost, štěstí, peníze, strach a naděje. Přeměna a vývoj cikánských karet byl završen kolem roku 1960.

### Názvy cikánských karet
Boží oko (Stálost), Kněz, Cesta, Svatba (Sňatek), Milenka (Dáma), Milenec (Pán), Věrnost, Žárlivost Radost (Zábava), Dům, Dítě, Roh hojnosti (Roh štěstěny, Štěstí), Peníze (Velké peníze, Poklad), Dar (Malé peníze), Nenadálá radost (Nečekaná radost), Zloděj (lapka), Důstojník (Oficír), Dopis (psaní), Soudce, Poselství (Zpráva, Zvěst), Vdova, Vdovec, Touha (Tužba, Stesk, Přání, Nové plány), Žal (Toužebné přání, Smutek), Naděje, Smrt, Nemoc (Bolest), Vážné myšlenky (Myšlenky), Faleš (Zrada), Neštěstí, Nepřítel, Nepříjemnosti (Hněv, Zlost), Setkání (Návštěva, Seznámení), Láska (Zamilovanost), Ztráta (Prohra)

### Dnešní nejznámější karetní výkladové sady
- Cikánské věštění Lorelei
- Cikánské karty Růženy Vernerové
- Cikánské karty Ivy Hüttnerové
- Cikánské karty Kateřiny Krausové
- Různé obrázkové vykládací karty firmy Piatnik

## Online ukázka
- ukázka výkladu online a zdarma: http://www.vestirna.com/cikanske-karty/magicka-sedmicka.php